# Formica (plástico)

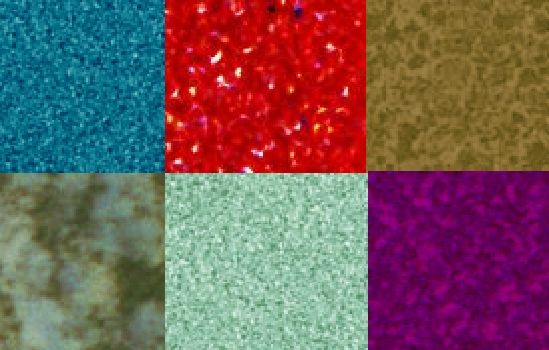
Variedades de formica.

La formica o fórmica es un laminado de alta presión o HPL (por sus siglas en inglés). Fue inventada en 1912 por Daniel J. O'Conor y Herbert A. Faber mientras trabajaban en la compañía Westinghouse Electric Corporation. Originalmente, lo consideraron un aislante eléctrico sustituto de la mica (de ahí el nombre formica). O'Conor y Faber abandonaron Westinghouse para formar su propia compañía en 1913.
En los años siguientes, la compañía manufacturó aislantes y otros productos, como compuestos fenólicos, desarrollando su gama clásica de superficies laminadas desde finales de la década de 1920. Durante la Segunda Guerra Mundial, manufacturó hélices de avión de madera impregnadas en plástico. Después de la guerra, su uso técnico decayó, hasta cesar en 1970, en favor de los laminados decorativos y los usos meramente domésticos. 
A menudo, entre la gente se confunde formica con melamina. La formica es una marca de laminado a alta presión (HPL), mientras que la melamina es el nombre genérico de los laminados a baja presión (LPL); la formica es un poco más cara y resistente que la melamina.

## Usos y aplicaciones
Actualmente es utilizada para la fabricación de laminados decorativos, orientados principalmente a revestir puertas, cubiertas de cocina (encimeras), paneles de MDF y otros aglomerados de madera utilizados en la producción de muebles modulares. Es un material maleable (térmicamente), resistente a la intemperie y de fácil limpieza; motivos que explican su popularidad en los sectores mencionados previamente. 